# Kafr Karszum
Kafr Karszum (arab. ‏كفر قرشوم‎) – miejscowość w Egipcie, w muhafazie Al-Minufijja. W 2006 roku liczyła 3370 mieszkańców.